# 温井伸
温井 伸（ぬくい しん）は、日本の実業家。北國新聞社代表取締役副会長、北陸経済連合会常任理事。石川県出身。

## 来歴
石川県立金沢泉丘高等学校、早稲田大学卒業後、1979年入社。社長室長などを経て、2002年に同社取締役、2006年に同社常務取締役、2014年に同社専務取締役。
2016年4月1日に同社代表取締役社長。2023年より現職。